# RTL (Nederland)
RTL Nederland B.V. is de naam waarmee RTL Nederland Media Services S.A. in Nederland opereert en diensten verricht ten behoeve van de Luxemburgse televisiezenders RTL 4, RTL 5, RTL 7, RTL 8, RTL Z, RTL Lounge, RTL Crime, RTL Telekids en video-on-demandservice Videoland.
Het bedrijf is sinds 1 juli 2025 een dochter van het Vlaamse DPG Media. Daarvoor maakte RTL Nederland onderdeel uit van de RTL Group en haar voorgangers CLT en CLT-UFA.

## Onderdelen

### Televisie
Televisie is lange tijd de grootste en belangrijkste bedrijfsactiviteit van RTL Nederland geweest. Iedere zender heeft in de loop der jaren een eigen profiel en doelgroep gekregen. Deze ontwikkelde zich door de jaren heen. Anno 2024 is RTL 4 de belangrijkste zender van de groep, die een breed publiek moet aantrekken met producties als The Masked Singer, Kopen Zonder Kijken en Married at First Sight. Daarnaast zijn er vaste, dagelijkse actualiteitenprogramma's zoals RTL Nieuws, Editie NL, RTL Boulevard, de talkshows Beau, Humberto en Renze en het satirische nieuws- en praatprogramma LUBACH.
Onder leiding van directeur content Peter van der Vorst heeft RTL 5 in de loop van 2020 een misdaad- en reality profiel gekregen met programma's van John van den Heuvel, Ewout Genemans, Kees van der Spek en Thijs Zeeman. In 2021 werden er ook dagelijkse programma's geïntroduceerd op de zender, zoals 112 Vandaag en Big Brother.
RTL 7 staat in het teken van internationale films en grote sportwedstrijden. Op RTL 8 worden herhalingen van RTL 4 en buitenlandse films en series uitgezonden. De zender RTL Z is een voortvloeisel uit het programma dat dezelfde naam droeg. Op die zender is er veel aandacht voor ondernemend Nederland, de Amsterdamse beurs, politiek, actualiteiten en documentaires.
De televisiezenders die anno 8 april 2024 onderdeel zijn van RTL Nederland zijn:
- RTL 4
- RTL 5
- RTL 7
- RTL 8
- RTL Z

Daarnaast heeft de groep nog een aantal digitale televisiezenders:
- RTL Crime (alleen bij Ziggo, Caiway, Odido en KPN)
- RTL Lounge (alleen bij Canal Digitaal[2], Odido en Ziggo)
- RTL Telekids (alleen bij Ziggo, KPN, Odido en anderen)

In het verleden waren ook RTL-Véronique (1989–1990, thans RTL 4), TV10 (1997–1998), Veronica TV (HMG) (1995–2001, vervolgens Yorin), Yorin (2001–2005, thans RTL 7), RTL 24 (2008–2011 als mobiele zender), TV538 (2011) en SLAM!TV (2011) onderdeel van RTL Nederland.

#### Televisieprogramma's
- Lijst van programma's van RTL 4
- Lijst van programma's van RTL 5
- Lijst van programma's van RTL 7
- Lijst van programma's van RTL 8
- Lijst van programma's van RTL Crime
- Lijst van programma's van RTL Telekids

### Online
Naast televisie- en radio-activiteiten heeft RTL Nederland ook enkele websites en online diensten in haar portfolio. Sinds 2011 is het eigenaar van Buienradar, die sindsdien ook het weerbericht voor het RTL Weer verzorgd. In 2021 werd Buienradar ondergebracht in de nieuwsorganisatie RTL Nieuws BV.
Het merk van de voormalige winkelketen van videotheken, Videoland, werd in 2013 overgenomen van Moving Pictures Holding. RTL besloot het merk te gebruiken voor het opbouwen van haar eigen video-on-demanddienst die een prominentere rol zou gaan innemen in de strategie van het bedrijf. Het bedrijf ging ook programma's ontwikkelen die exclusief op dat platform te zien zouden zijn, Videoland Originals. Hiervoor werkt het ook samen met andere partijen. Zo zijn er onder andere co-producties met Talpa Network.
Naast Videoland beschikte het bedrijf tot 7 augustus 2023 ook nog over RTL XL, waar men programma's gratis terug kan kijken tot 7 dagen na de uitzending. Na het opheffen van RTL XL op 7 augustus 2023 zijn programma's via Videoland terug te kijken dat een gratis reclameversie kreeg ter vervanging van RTL XL.

#### Videoland Originals
- Lijst van Videoland Originals

### Overige onderdelen
Naast de televisie- en radiozenders kent RTL Nederland andere bedrijfsonderdelen:
- Ad Alliance BV verzorgt de verkoop van reclamezendtijd op de RTL-zenders en andere zenders waar RTL Nederland de reclameverkoop voor verricht, zoals Warner Bros., Discovery en Disney.[4] Ad Alliance is ontstaan na het samenvoegen van de activiteiten van RTL Nederland Sales BV, Triade Media, Adfactor en BrandDeli.
- RTL Nieuws BV is de organisatie waarbinnen RTL Nederland haar nieuwsmerken heeft ondergebracht, waardoor het een onafhankelijkere positie inneemt binnen RTL en specifiekere afspraken kan maken met betrekking tot de arbeidsvoorwaarden van zijn journalisten.[5] Buienradar, Editie NL, RTL Nieuws, RTL Nieuwspanel, RTL Weer en RTL Z maken onderdeel uit van de nieuwsorganisatie.
- RTL Thuis & Uit biedt voordelen voor leden op toegang voor pretparken en concerten, het bijwonen van premières en meet & greets, of een bezoek aan de RTL-studios.
- RTL Ventures BV is het investeringsvehikel van RTL Nederland. Zo heeft RTL Ventures onder andere geïnvesteerd in datingsite Pepper, restaurantreserveringssysteem Couverts en online fashion platform Miinto.

Productiebedrijf Blue Circle BV – dat onder RTL Group valt via Fremantle BV – is geen onderdeel van RTL Nederland, en was tot 30 juni 2025 een zusterbedrijf van RTL Nederland. Het bedrijf produceert meerdere programma's voor de RTL-zenders, waaronder RTL Boulevard, B&B Vol Liefde en Holland's Got Talent.

## Organisatie

### Directie
- Sven Sauvé, Chief Executive Officer
- Peter van der Vorst, Chief Content Officer
- Olivier Zacharia, Chief Financial Officer
- Marjolein van der Linden, Chief Operations Officer[6]
- Ton Rozestraten, Chief Commercial Officer
- Ellen van den Berghe, Chief Marketing Officer[7]
- Giovanni Piccirilli, Chief Technology Officer

#### (Oud-)CEO's
- 1989–1990, Lex Harding, Freddy Thyes en Ruud Hendrks
- 1990–1993, Ruud Hendriks en Freddy Thyes
- 1993–1997, Huib Boermans en Henri Roemer
- 1998–1999, Pieter Porsius
- 1999–2003, Dick van der Graaf
- 2003–2008, Fons van Westerloo
- 2008–2017, Bert Habets
- 2017–heden, Sven Sauvé

### Medewerkers
- Lijst van presentatoren van RTL Nederland
- Lijst van medewerkers van Editie NL
- Lijst van medewerkers van RTL Boulevard
- Lijst van medewerkers van het RTL Nieuws
- Lijst van medewerkers van RTL Sport
- Lijst van medewerkers van het RTL Weer
- Lijst van medewerkers van RTL Z

## Eigenaren

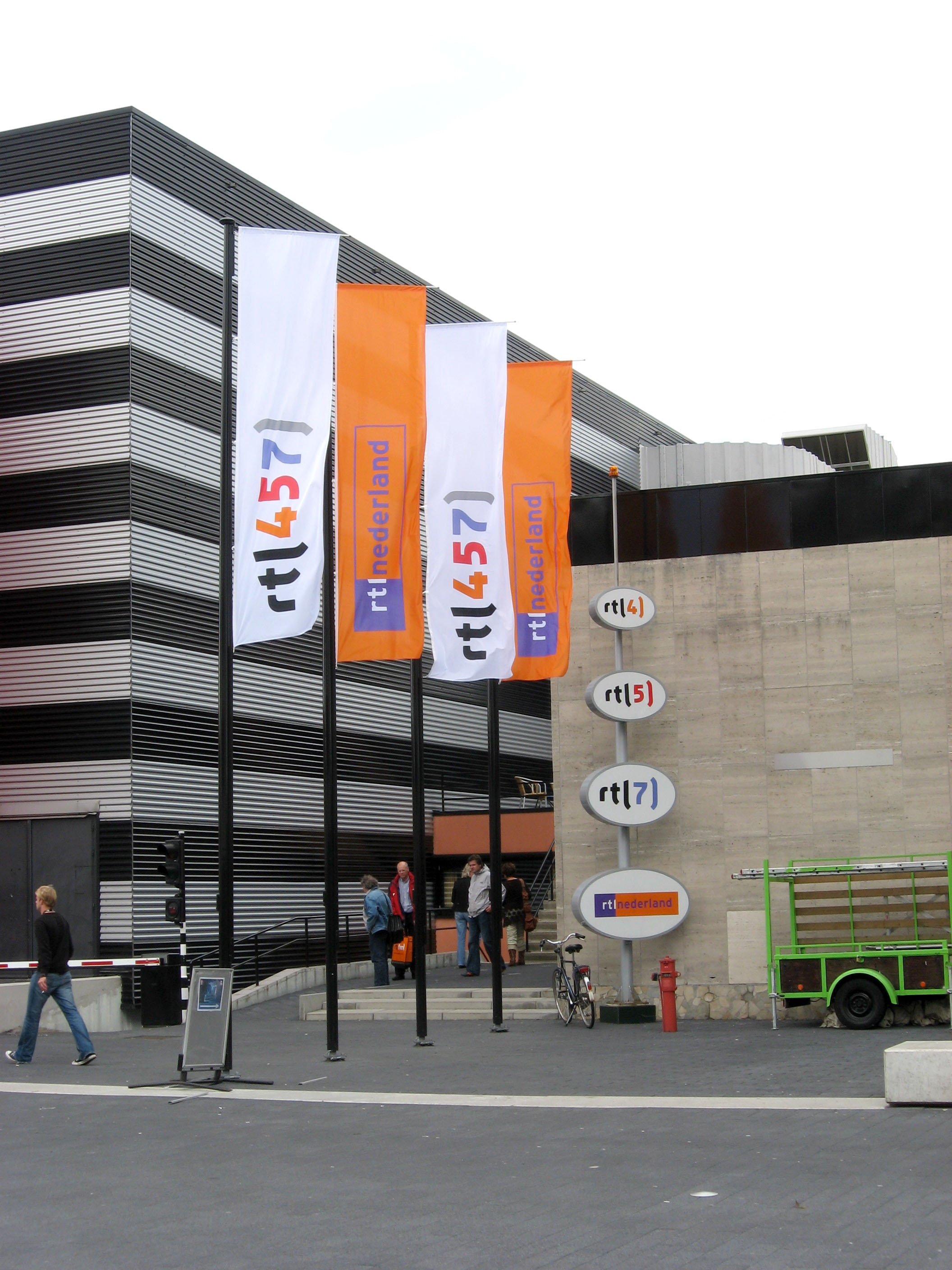
Voormalige RTL-vlaggen op het Media Park in Hilversum

De RTL/de Holland Media Groep SA werd in 1996 opgezet als nieuw moederbedrijf voor RTL 4, RTL 5, Veronica en opvolger van RTL 4 S.A. Ook viel de zender TV10 korte tijd onder RTL/HMG door een samenwerkingsverband met Saban Entertainment. Alhoewel de HMG in 1995 is opgezet, werd de organisatie pas in februari 1996 officieel opgericht. Voordien vielen RTL 4 en RTL 5 onder RTL 4 SA, opvolger van RTL Veronique SA.
CLT-UFA SA, voorheen de Compagnie Luxembourgeoise de Télédiffusion (CLT), is altijd licentiehouder geweest en is thans onderdeel van de RTL Group. Veronica was tot 1995 een publieke omroepvereniging. Bij de start van RTL/HMG in 1996 waren VNU (25%), CLT-UFA (40%) en Vereniging Veronica (35%) de aandeelhouders. CLT-UFA en VNU waren daarvoor de eigenaren van RTL 4 SA. Op 1 juli 1998 verkocht VNU haar belang in het bedrijf aan CLT-UFA, waardoor het de meerderheid van het bedrijf in handen kreeg. Op 13 maart 2000 stapte Vereniging Veronica uit RTL/HMG waardoor RTL Group, het voormalige CLT-UFA, de enige aandeelhouder werd van RTL/HMG, dat het bedrijf in augustus 2004 omdoopte tot RTL Nederland SA. Daarna is een Nederlandse besloten vennootschap opgezet onder de naam RTL Nederland BV. Het Luxemburgse RTL Nederland SA is daarna opgegaan in de RTL Group-dochter CLT-UFA.
Op 26 juni 2007 werd door een woordvoerder bekendgemaakt dat een selectie van de programma's en het kanaal van Tien, alsmede de voetbalrechten en Radio 538 werden overgenomen van Talpa Media. Op het kanaal werd RTL 8 opgestart door RTL. Vanaf 1 oktober 2007 had Talpa Media 26,3 % van RTL Nederland Holding in handen, een nieuwe holding van RTL Group die boven RTL Nederland was geplaatst waar ook 538 onder viel. Talpa Media mocht haar belang in RTL Nederland Holding de eerste jaren niet verkopen. Met de uitruil van 538 en de verkoop van Slam!FM en Radio 10 Gold, verkreeg RTL Group SA per 1 januari 2012 weer 100% van de aandelen RTL Nederland Holding BV. In 2016 maakte RTL Nederland bekend zijn naam te willen omdopen tot kortweg RTL. De namen van de BV's RTL Nederland BV, RTL Nederland Holding BV en RTL Group Beheer BV zijn dezelfde gebleven.
Op 8 april 2021 werd bekend dat RTL Nederland zijn nieuwstak onder zou brengen in een nieuwe bv, RTL Nieuws BV, waardoor het een onafhankelijkere positie inneemt binnen RTL en specifiekere afspraken kan maken met betrekking tot de arbeidsvoorwaarden van zijn journalisten.

### Niet doorgegane overname van Talpa Network
De eigenaar van RTL Nederland, RTL Group, maakte in april 2021 bekend de mogelijkheden te onderzoeken om enkele Europese bedrijfsonderdelen af te stoten, waaronder mogelijk RTL Nederland. Enkele maanden later, op 22 juni 2021, werd bekend dat RTL Nederland voornemens was om Talpa Network te willen overnemen.  De fusie moest nog wel goedgekeurd worden door de autoriteiten. De Autoriteit Consument & Markt startte een uitgebreid onderzoek op om onder andere de positie van adverteerders en productiebedrijven na de voorgenomen fusie te onderzoeken. Door de overname komen Nederlands grootste commerciële televisie- en radiozenders samen in een organisatie. In een gezamenlijk persbericht werd bekendgemaakt dat Sven Sauvé, ceo van RTL Nederland, zijn positie zou behouden als ceo en de nieuwe groep zou gaan leiden. De ceo van Talpa Network, Pim Schmitz, zou toetreden tot de nieuwe raad van commissarissen. Talpa Media, destijds eigendom van John de Mol, had al eerder - van 1 oktober 2007 tot 1 januari 2012 - 26,3% van de aandelen in handen terwijl RTL Group 73,7% van de aandelen bezat. Nadien had RTL Group het volledige aandelenpakket in bezit. Bij de aangekondigde fusie komt het neer op een overname door RTL Group waarbij RTL Nederland de onderdelen van Talpa Network overneemt en Talpa Holding, een vehikel van De Mol 30% van de aandelen van RTL Nederland verkrijgt. RTL Group houdt met 70% van de aandelen de controle. De Mol mag na drie jaar zijn belang verkopen.
Anderhalf jaar na de aankondiging maakten beide mediapartijen, in een gezamenlijk statement, bekend dat de overname van Talpa Network van de baan was. De toezichthouder zag te veel bezwaren, waaronder het ontstaan van een te grote machtspositie voor de nieuwe mediagroep. Hierdoor kwam het niet door de mededingingstoets van de Autoriteit Consument & Markt. Op 3 maart 2023 maakte de ACM haar definitieve oordeel bekend. RTL Group en Talpa Network onderzochten nog wel een eventueel hoger beroep tegen de uitspraak. Uiteindelijk gingen de partijen niet in hoger beroep tegen het fusieverbod.

### Overname door DPG Media Group
Op 15 december 2023 werd bekendgemaakt dat het Belgische DPG Media RTL Nederland wilde overnemen voor 1,1 miljard euro. Beide partijen hebben overeenstemming bereikt over een voorgenomen overname die door de Autoriteit Consument & Markt nog moest worden goedgekeurd. De naam RTL zou behouden blijven na de overname en als een nieuwe divisie onderdeel worden van DPG Media. Sven Sauvé, CEO van RTL Nederland, zou leiding gaan geven aan de nieuwe divisie.
Op 9 februari 2024 werd er officieel goedkeuring aangevraagd voor de overname van RTL Nederland door DPG Media bij de ACM. Normaliter is dit een proces van vier weken, maar deze periode kan verlengd worden, bijvoorbeeld doordat er aanvullende vragen uit het onderzoek naar voren komen. In mei 2024 werd duidelijk dat de ACM nog verder onderzoek vereisten, zo had het onder andere zorgen over een mogelijke verschraling van het Nederlandse nieuwsaanbod. Een beslissing zou pas in 2025 vallen. Bij de presentatie van de kwartaalcijfers in maart 2025 deelde de RTL Group de verwachting dat de overname in het tweede kwartaal van 2025 zou worden afgerond. Hiervoor moest nog wel een hoorzitting plaatsvinden. In juni 2025 werd bekend dat de overname definitief, onder voorwaarden, was goedgekeurd.

## Voormalige onderdelen

### Radio
Op 1 mei 1991 startte RTL 4 een kabel- en satelliet-radiostation onder de naam RTL 4 Radio. Bij de verdeling van FM-restfrequenties in maart 1992 werden enkele frequenties aan RTL toebedeeld. Hierdoor kreeg de zender een nieuwe naam: RTL Radio. Later werd deze zender omgedoopt in RTL Rock Radio, waarbij alleen rocknummers uit de jaren 60, 70 en 80 werden gespeeld. Deze zender had echter niet veel luisteraars en veranderde in 1993 zijn naam in Happy RTL. Ook deze formule bleek niet te werken waardoor het weer terugveranderd in RTL Rock Radio. Bij een nieuwe verdeling van frequenties, in 1994, raakte RTL enkele frequenties kwijt.
Producent Endemol wist beslag te leggen op de commerciële radiozender Holland FM, die de naamswijzigingen Hitradio Holland FM en Hitradio 1224 onderging. Per 1 september 1995 ging deze verder onder de naam Hitradio Veronica en per 1 januari 1998 als Veronica FM. HMG kreeg in 1998 een FM-frequentie toegewezen voor Veronica FM. Op 1 januari 1998 verruilde de zender deze frequentie met de AM-frequentie die zij tot deze datum in gebruik hadden. Nadat Veronica uit HMG stapte, werd de zender op 2 april 2001 omgedoopt in Yorin FM.
Kort nadat Veronica toetrad tot de Holland Media Groep (HMG) werd er op 1 oktober 1995 gestart met een nieuw, op alternatieve muziek gericht, radiostation genaamd Kink FM. Daarbij werd de oude kabelfrequentie van RTL Rock Radio gebruikt, die ter gelegenheid van dat doel werd opgedoekt. Waar RTL Rock Radio nog drie procent marktaandeel behaalde, kwam Kink FM niet verder dan één procent. Dit was voor HMG reden om het station te verkopen. De Vereniging Veronica nam de zender volledig over voor de symbolische waarde van een gulden.
De frequentieverdeling van 2003 resulteerde in een nieuw landelijk FM-kavel voor RTL, bedoeld voor muziek van eigen bodem. Per 1 juni 2003 begon RTL FM met uitzenden. Hierdoor had RTL destijds twee radiozenders: RTL FM en Yorin FM. Goed ging het niet met Yorin FM, want het kampte met weinig luisteraars en steeds groter wordende verliezen. Op 4 januari 2006 verkocht RTL Yorin FM aan SBS Broadcasting, die de naam vervolgens veranderde in Caz! Ook zij sloegen er niet in het station winstgevend te maken, waardoor ze het doorverkochten aan Arrow Classic Rock. RTL FM raakte uiteindelijk zijn FM-frequentie kwijt aan 100% NL, omdat de overheid het frequentiekavel aan RTL Nederland had gegund, maar in een procedure die door 100%NL werd gewonnen bleek dat 100% NL de frequentie had moeten bemachtigen. RTL ontving wel een schadevergoeding van 6 miljoen euro. Later werd RTL FM nog omgedoopt tot TMF Radio en kwam het per 1 oktober 2008 volledig in handen van de Sky Radio Group.
Op 1 oktober 2007 kocht RTL onderdelen van Talpa Media, waaronder de radiozender 538. Per 1 december 2008 viel ook de internetzender Juize onder RTL en twee jaar later volgde Radio 10 Gold. Op 27 april 2011 werd de overname van het jongerenstation SLAM!FM aangekondigd, die per 1 juni 2011 effectief werd. Met ingang van 1 januari 2012 kwamen de drie radiozenders volledig in handen van Talpa Holding N.V.. De internetzender RTL Lounge Radio bleef nog enige tijd actief, maar is op 10 maart 2017 gestopt waardoor RTL Nederland geen radio-activiteiten meer heeft.

### Overige onderdelen
- RTL Live Entertainment BV zette maatwerkevenementen van kleinschalige live events op, maar ook grote shows voor een breed publiek. Bijvoorbeeld The Christmas Show en Let's Dance.
- RTL MCN BV verzorgde op niet-exclusieve basis de commerciële exploitatie van influencers, waaronder Kalvijn en Touzani. Gedurende de beginjaren van RTL MCN deed het weinig meer dan videoviews van youtubers bundelen richting de reclamemarkt. Nadien breidden ze hun activiteiten zich uit naar talentmanagement, productie van short-form video’s en kanaalbeheer voor grote merken. De activiteiten van RTL MCN werden in 2019 door de RTL Group ondergebracht bij Divimove.[39]
- RTL Productions BV was de in-house productiemaatschappij van RTL Nederland dat programma's maakt voor de RTL-zenders in het genre sport, entertainment en sponsored media.

## Trivia
In 2014 ontving het bedrijf de Machiavelliprijs voor haar gedurfde en vernieuwende programma's.

### Juridisch conflict
RTL 4, RTL 5, RTL 7, RTL 8, RTL Z, RTL Lounge, RTL Crime en RTL Telekids houden zich als Luxemburgse zenders niet aan de Nederlandse wet- en regelgeving. Het Commissariaat wilde dat (destijds alleen) RTL 4 en RTL 5 werden aangemerkt als Nederlandse zenders, aangezien hun hoofdactiviteiten in Nederland plaatsvinden en aldus als Nederlandse zenders kunnen worden aangemerkt. CLT-UFA SA, licentiehouder en moederbedrijf in Luxemburg (nu onderdeel van RTL Group SA), was het daar niet mee eens en kreeg gelijk in een rechterlijke procedure die vooralsnog eindigde bij de Nederlandse Raad van State. De Nederlandse staat heeft dat nooit aangevochten bij het Europese Hof van Justitie, waarnaar de Raad van State verwees. Ook de themazenders RTL Lounge, RTL Telekids en RTL Crime alsmede de voormalige mobiele zender RTL 24 hebben een Luxemburgse uitzendlicentie. Tevens werkt Videoland met een Luxemburgse registratie zodat het niet valt onder de Nederlandse wet- en regelgeving.
RTL 5 zendt dagelijks het niet-ondertitelde Luxemburgse journaal uit van 05:30 tot 06:00 uur. Omdat de RTL-zenders nog altijd uitzenden op Luxemburgse licenties, moet er ten minste één Luxemburgs programma op de zender worden uitgezonden. Het programma begon in 1998 onder de naam Hei Elei Kuck Elei en wordt tegenwoordig dagelijks om 05.30 uur uitgezonden op RTL 5 onder de naam 'RTL De Journal'. Het is daarmee een van de langstlopende programma's van RTL.